# Andrée Vaurabourg-Honegger

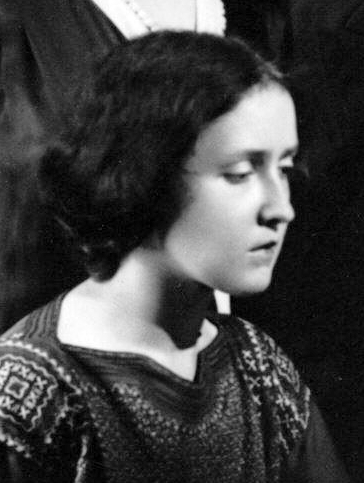
Andrée Vaurabourg-Honegger

Andrée Vaurabourg-Honegger (* 8. September 1894 in Toulouse; † 18. Juli 1980 in Paris) war eine französische Pianistin und Musikpädagogin.

## Leben
Vaurabourg studierte am Conservatoire de Paris, wo sie den ersten Preis im Fach Kontrapunkt gewann. Hier lernte sie ihren späteren Ehemann, den Komponisten Arthur Honegger kennen. Sie heiratete ihn 1926, wobei Honegger zur Bedingung machte, dass beide in getrennten Wohnungen lebten. Sie spielte viele Uraufführungen von Kompositionen Honeggers, darunter die des ihr gewidmeten Concertino für Klavier.
Später unterrichtete Vauraboug-Honegger Kontrapunkt und Fuge an der École Normale de Musique de Paris. Hier war Pierre Boulez 1945–46 ihr Schüler. Weiterhin studierten u. a. Serge Garant, Roger Matton, Gilles Tremblay, Sylvio Lacharité, Jacques Albrespic, Duane Tatro und Albert Bolliger bei ihr.